# Gabaryt
Gabaryt (skrajnia) – obrys przekroju (zazwyczaj poprzecznego) budynku lub budowli podawany w jej maksymalnych wymiarach zewnętrznych; również każdy z maksymalnych wymiarów zewnętrznych innych obiektów, np. pojazdów.
W prawie budowlanym gabaryt projektowanego obiektu jest uzależniony od planu zagospodarowania obowiązującego na terenie, na którym ma zostać wybudowany oraz od przepisów ogólnobudowlanych.